# Bomba de íon (física)
"Bomba de íon" redireciona-se aqui. Para uma proteína que move íons através de uma membrana de plasmática, veja bomba de íons.
Uma bomba de íon (também referido como uma bomba de pulverização catódica de íons) é um tipo de bomba de vácuo capaz de alcançar pressões de 10−11 mbar sob condições ideais. Uma bomba de íon ioniza gases e emprega um forte potencial elétrico, tipicamente 3kV a 7kV, para acelerá-los em um eletrodo sólido. Uma nuvem turbulenta de elétrons produzidos nos vazios das células de Penning inoniza átomos e moléculas do gás de entrada, enquanto eles estão presos em um forte campo magnético. Os íons da nuvem colidem com o cátodo quimicamente ativo induzindo pulverização e então são bombeados por quimissorção que efetivamente os remove da câmara de vácuo, resultando em uma ação de bombeamento efetiva. Gases inertes e mais leves, tais como He e H2 não induzem pulverização efetivamente e são absorvidos por fisissorção. Alguma fração de íons energéticos de gás (incluindo gás que não é quimicamente ativo com o material do catodo) que atingem o catodo de metal roubam um elétron da superfície e da retornam como um átomo neutro. Estes energéticos neutros são refletidos de volta a partir do catodo e capturados como neutros nas superfícies expostas da bomba.
A taxa de bombeamento e a capacidade de tais métodos de captura, é dependente das espécies de gases específicos a ser recolhido e o material do cátodo absorvendo-o. Algumas espécies, como o monóxido de carbono, se ligarão quimicamente à superfície de um material de cátodo. Outros, como o hidrogênio, irão se difundir na estrutura metálica. No exemplo anterior, a taxa de bombeamento pode cair na medida em que o material do cátodo torna-se revestido. E, neste último, a taxa mantém-se fixa pela taxa na qual o hidrogênio se difunde.

## Tipos
Existem três tipos principais, o convencional ou bomba de díodo padrão, a bomba de díodo nobre e a bomba de tríodo.

## Usos
Bombas de íons são comumente usadas em sistemas de vácuo ultra alto (UHV, do inglês ultra high vacuum), como elas podem atingir pressões finais inferiores a 10−11 mbar. Em contraste com outras bombas de vácuo comum, tais como bombas turbomoleculares e bombas de difusão, bombas de íons não tem partes móveis e não usam óleo, e são consequentemente limpas e de baixa manutenção, e não produzem vibração, o que é um fator importante quando trabalhando com microscópios de sonda por varredura.
Trabalhos recentes sugerem que as espécies que escapam das bombas de íons podem influenciar os resultados de alguns experimentos.
Não pode ser confundida com a compressor de pistão líquido iônico ou a bomba de vácuo de anel líquido.